# Greetings from South Carolina
| Recensione | Giudizio |
| ---------- | -------- |
| AllMusic   | [ 1 ]    |

Greetings from South Carolina è il quattordicesimo album della The Marshall Tucker Band, pubblicato dalla Warner Bros. Records nel 1983.
Poco dopo la pubblicazione del disco, Toy Caldwell abbandonerà il gruppo per intraprendere una propria carriera solistica, questo provocò l'inevitablie primo scioglimento del gruppo che fu ricostituito solo nel 1988 su iniziativa di Doug Gray e di Jerry Eubanks, il resto comprendeva nuovi musicisti.

## Tracce
Lato A
1. Carolina Sunset – 5:19 (Toy Caldwell)
2. Good 'Ole Hurtin' Song – 2:55 (Ronnie Godfrey)
3. If I Could Only Have My Way – 2:39 (Toy Caldwell)
4. I May Be Easy But You Make It Hard – 2:29 (Jerry Eubanks)
5. Closer to Jesus – 2:57 (Franklin Wilkie)
6. Blood Red Eagle – 2:40 (Jerry Eubanks)

Durata totale: 18:59
Lato B
1. Shot Down Where You Stand – 3:14 (Franklin Wilkie)
2. I Feel a Drunk Comin' On – 3:15 (Ronnie Godfrey)
3. Bags Half Packed – 3:05 (Ronnie Godfrey, Franklin Wilkie)
4. Rollin' River – 8:24 (Toy Caldwell)

Durata totale: 17:58

## Musicisti
- Toy Caldwell - chitarra solista, chitarra steel, dobro
- George McCorkle - chitarra solista, chitarra ritmica, banjo
- Doug Gray - voce solista
- Jerry Eubanks - flauto, sassofono soprano, sassofono baritono, organo, accompagnamento vocale
- Ronnie Godfrey - pianoforte, accompagnamento vocale
- Franklin Wilkie - basso, accompagnamento vocale
- Paul T. Riddle - batteria

Note aggiuntive
- The Marshall Tucker Band - produttori
- Billy Sherrill - ingegnere del suono
- Randy Merryman - assistente ingegnere del suono
- Registrazione e mixaggio effettuato al Creative Arts Studios di Spartanburg, South Carolina
- Masterizzazione effettuata al Master Fonics di Nashville, Tennessee[2]